# Miriam Lichtheim
Miriam Lichtheim (Constantinopel, 3 mei 1914 – Jeruzalem, 27 maart 2004) was een Amerikaans-Israëlische egyptologe. Haar vertalingen van Oud-Egyptische literatuur in het Engels zijn bekend bij een breed publiek.

## Familie, jeugd en opleiding
Lichtheim werd geboren als dochter van het echtpaar Richard Lichtheim en Irene Lichtheim (geboren Hafter). Het gezin woonde achtereenvolgens in Constantinopel, Berlijn, Londen en opnieuw in Berlijn. Haar vader was een in Duitsland geboren joodse politicus, publicist en prominent zionist; haar moeder een Grieks sprekende Sefardische joodse. Vader Richard was van 1913 tot 1917 vertegenwoordiger van de World Zionist Organization in Constantinopel. Omdat hij werd verdacht van spionage, keerde het gezin-Lichtheim na de Eerste Wereldoorlog in 1919 terug naar Duitsland. Na de machtsovername van de nazi's in Duitsland in 1933 emigreerde het gezin naar Palestina. Richard werd in 1938 vertegenwoordiger van de World Zionist Organization bij de Volkenbond en verhuisde met Irene naar Genève; Miriam studeerde toen in Jeruzalem. Richard en Irene keerden in 1946 terug, na het einde van de Tweede Wereldoorlog en de stichting van de staat Israël. Miriams oudere broer was de latere Britse marxistische journalist George Lichtheim (1912-1973).
In 1932-1933 studeerde Lichtheim Semitische talen en egyptologie aan de Humboldtuniversiteit te Berlijn. Van 1933 tot 1939 studeerde ze talen van het oude Nabije Oosten, egyptologie en Grieks aan de Hebreeuwse Universiteit van Jeruzalem, onder andere bij Hans Jakob Polotsky. In een verzameling herinneringen aan haar leermeester vertelde ze dat er aan het begin van het studiejaar vier studenten in Polotsky's college Egyptisch waren, aan het einde van het jaar was zij alleen over. Na haar afstuderen in Jeruzalem zette ze vanaf 1941 haar studie voort aan het Oriental Institute (Chicago). Ze promoveerde hier in 1944 in de egyptologie op het proefschrift The Songs of the Harpers. Van 1944 tot 1952 werkte ze aan het Oriental Institute als onderzoeksassistente. In 1953 behaalde ze aan de School of Library Service van de Universiteit van Illinois te Urbana-Champaign een masterstitel in bibliotheekwetenschap.

## Werk
Van 1944 tot haar pensionering in 1974 werkte Lichtheim in verschillende instituten als bibliothecaris (Near East Bibliographer) en academisch docent egyptologie: Oriental Institute (Chicago), New School for Social Research (New York), bibliotheek van de Yale-universiteit (1953-1956), Universiteit van Californië - Los Angeles (1956-1974). In 1982 verhuisde ze naar Israël. Ze werd hier docent Oudegyptische literatuur aan de Hebreeuwse Universiteit van Jeruzalem totdat ze in 1988 definitief met pensioen ging.
Vooral Lichtheims vertalingen van Oudegyptische teksten vonden brede verspreiding. In 1973 publiceerde ze het eerste deel met vertalingen van Oud-Egyptische literatuur onder de titel Ancient Egyptian Literature. A book of readings (afgekort AEL). Het deel omvatte geannoteerde vertalingen van teksten uit het Oude en Middenrijk. In dit werk beschreef ze het ontstaan en de ontwikkeling van verschillende literaire genres in het Oude Egypte, gebaseerd op ostraca, inscripties op monumenten en teksten op papyri. In 1976 verscheen het tweede deel, met teksten uit het Nieuwe Rijk; in 1980 het derde deel, met literatuur uit het eerste millennium voor Christus. Deze veel gebruikte bloemlezing is een klassieker in de Egyptologie.

## Publicaties (keuze)
- 1945: "The Songs of the Harpers", Journal of Near Eastern Studies Vol. 4 No. 3, 178-212.
- met Elizabeth Stefanski, 1952: Coptic Ostraca from Medinet Habu. Oriental Institute Publications 71. Chicago: The University of Chicago Press.
- 1963: "Ancient Egypt: A survey of current historiography", The American Historical Review 69 (1), 30-46.
- 1973-1980 (en herdrukken): Ancient Egyptian literature. A book of readings, 3 delen. The University of California Press.
- 1983: Late Egyptian wisdom literature in the international context: a study of Demotic instructions. Orbis Biblicus et Orientalis 52. Freiburg (Schweiz); Göttingen: Universitätsverlag; Vandenhoeck & Ruprecht.
- 1988: Ancient Egyptian autobiographies chiefly of the Middle Kingdom: A study and an anthology. Orbis Biblicus et Orientalis 84. Freiburg (Schweiz); Göttingen: Universitätsverlag; Vandenhoeck & Ruprecht.
- 1992: Maat in Egyptian Autobiographies and Related Studies. Orbis Biblicus et Orientalis 120. Freiburg (Schweiz); Göttingen: Universitätsverlag; Vandenhoeck & Ruprecht.
- 1997: Moral Values in Ancient Egypt. Orbis Biblicus et Orientalis 155. Freiburg (Schweiz); Göttingen: Universitätsverlag; Vandenhoeck & Ruprecht.
- 1999: Telling it Briefly: A Memoir of My Life (autobiografie). Freiburg (Schweiz): Universitätsverlag.

- Bibsys: 90244865
- Biblioteca Nacional de España: XX1190159
- Bibliothèque nationale de France: cb12031122w (data)
- Catàleg d'autoritats de noms i títols de Catalunya: 981061283500806706
- CiNii: DA04887142
- Gemeinsame Normdatei: 119026279
- International Standard Name Identifier: 0000 0000 8403 2317
- Library of Congress Control Number: n80102186
- Nationale bibliotheek van Australië: 35304814
- Nationale Bibliotheek van Israël: 987007309782205171
- Nederlandse Thesaurus van Auteursnamen: 068895909
- Istituto Centrale per il Catalogo Unico: UBOV046288
- Système universitaire de documentation: 028484401
- Trove: 904836
- Virtual International Authority File: 98491975
- WorldCat: E39PBJcwFVjDGYC7wTfbvQtBT3